# Miscon
Miscon é uma comuna francesa na região administrativa de Auvérnia-Ródano-Alpes, no departamento de Drôme. Estende-se por uma área de 12,66 km². Em 2010 a comuna tinha 55 habitantes (densidade: 4,3 hab./km²).